# ティー (球技)
ティー (tee) は、球技で、ボールを載せて、打ち（あるいは蹴り）やすくする用具。
ゴルフ、ティーボール、アメリカンフットボールなど、様々な競技で使う。

## ゴルフティー

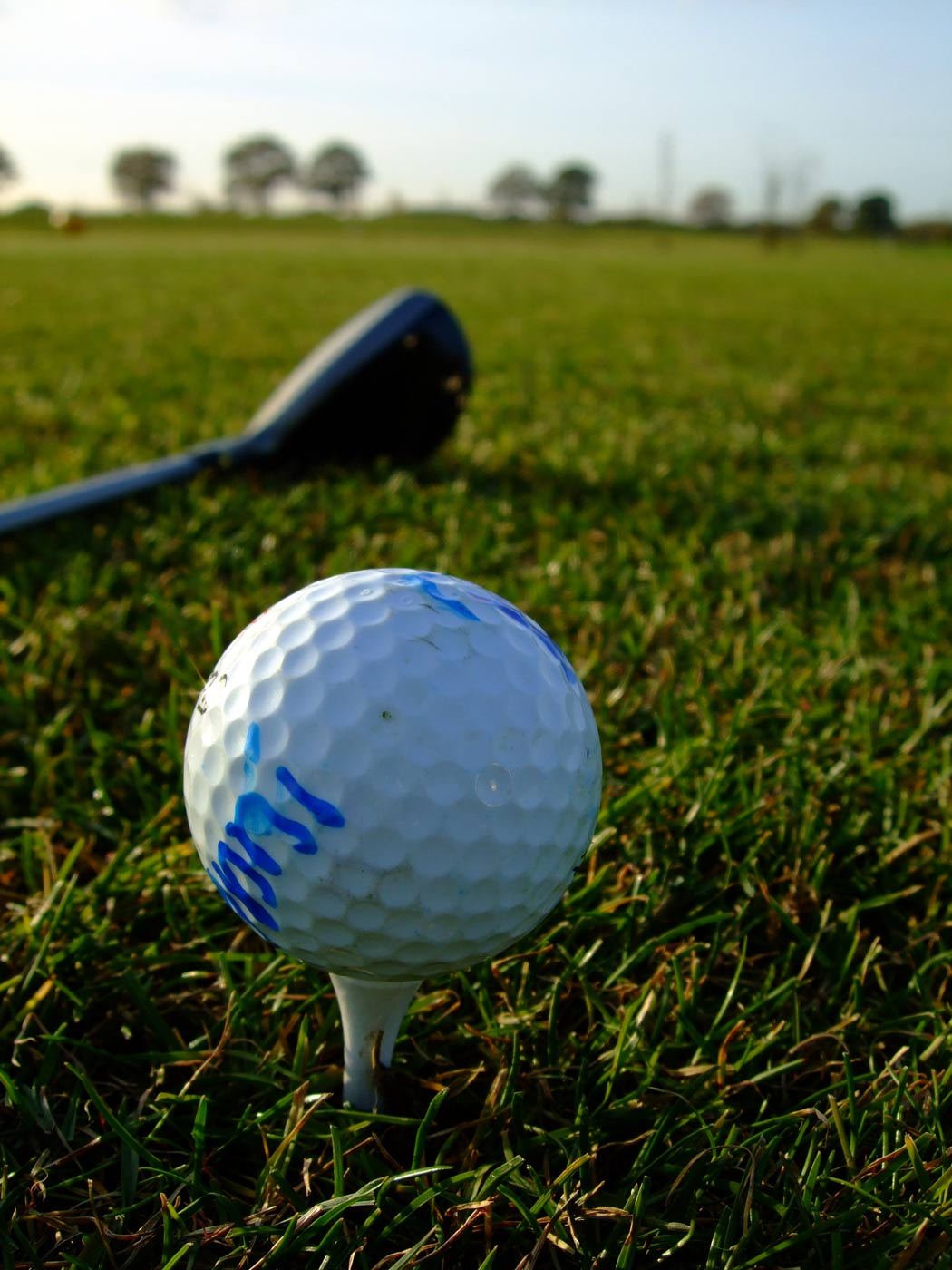
ボールを載せたゴルフティー

ゴルフのティーは、ボールを載せる直径1 cmほどの逆円錐形の台と、地面に刺す長さ10 cmほどの杭からなる。素材は主にプラスティックか、伝統的には木製。
通常、各ホールの1打目はティーに載せたボールを打ち、これをティーショット (tee shot) と呼ぶ。ティーショットをするエリアをティーグラウンド (teeing ground) と呼ぶ。ティーショットの順番を決めるのにも用いられる（ティーをトスして地面に落とし、先端を向いた方が先に打つ）。
また日本の冬のゴルフ場では地面が凍ってしまい、ティーが刺しにくくなることがある。これに対応するために、地面に刺さずにボールを置く軽いプラスチック製の台のようなティーが販売されている。
ゴルフのティーとは元々、「一握りの砂」という意味があり、古くは、砂を盛り上げただけのものだった。1889年に器具としてのティーがイギリスで発明されたが、当初は台状のものだった。1925年にアメリカで、現在見られるような形のものが発明された。

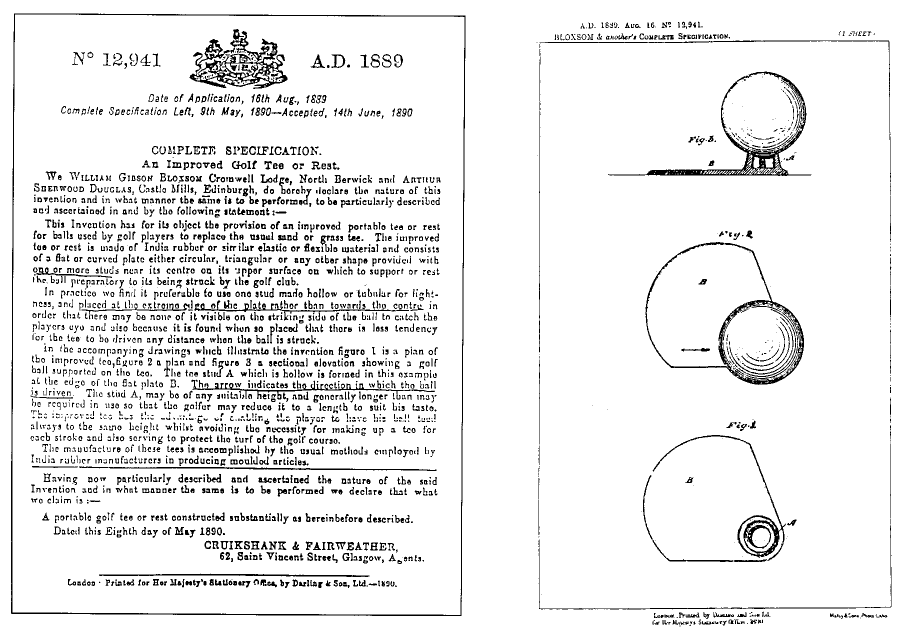
台状のゴルフティー(イギリス、1889年)
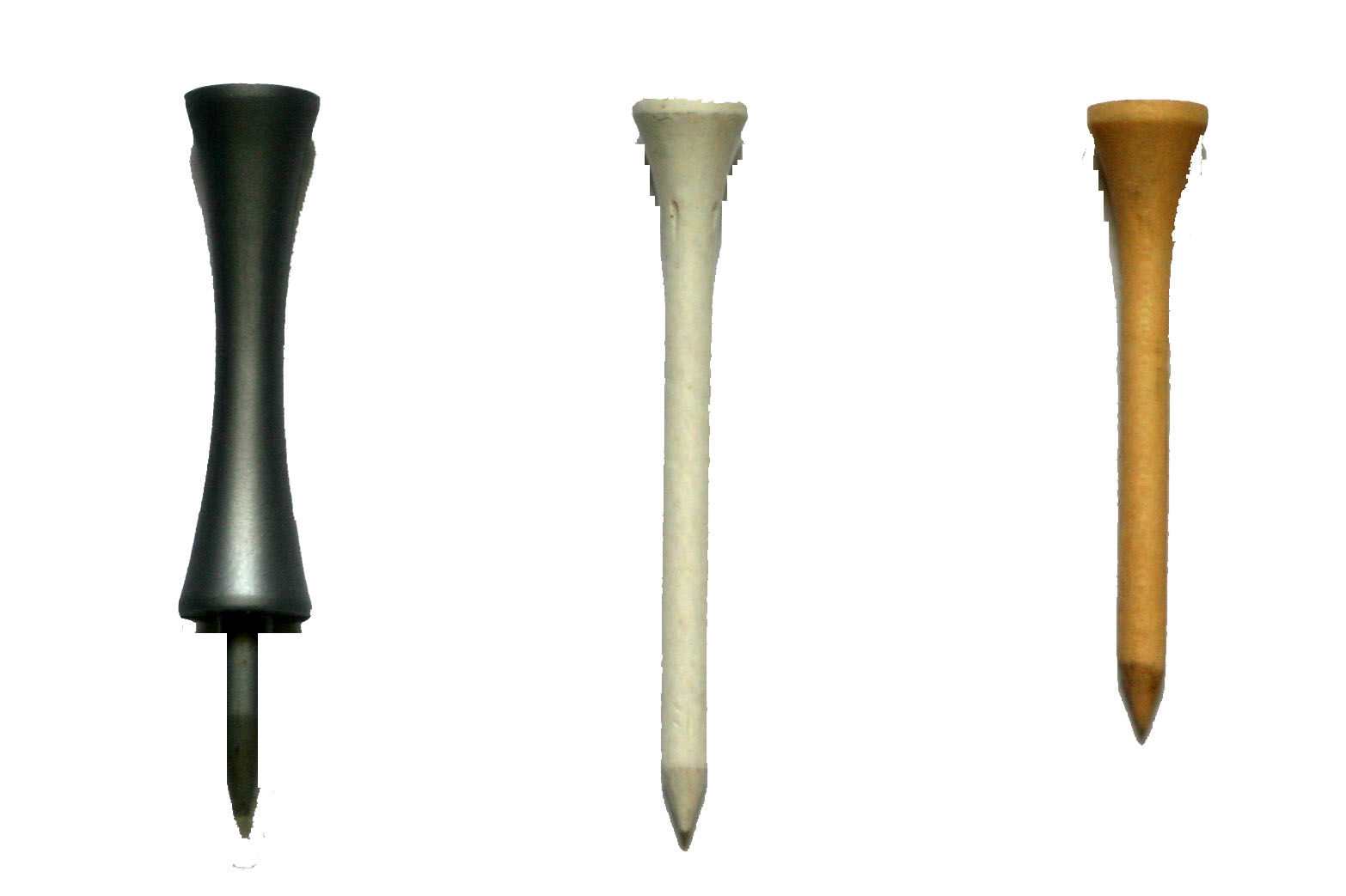
様々なゴルフティー
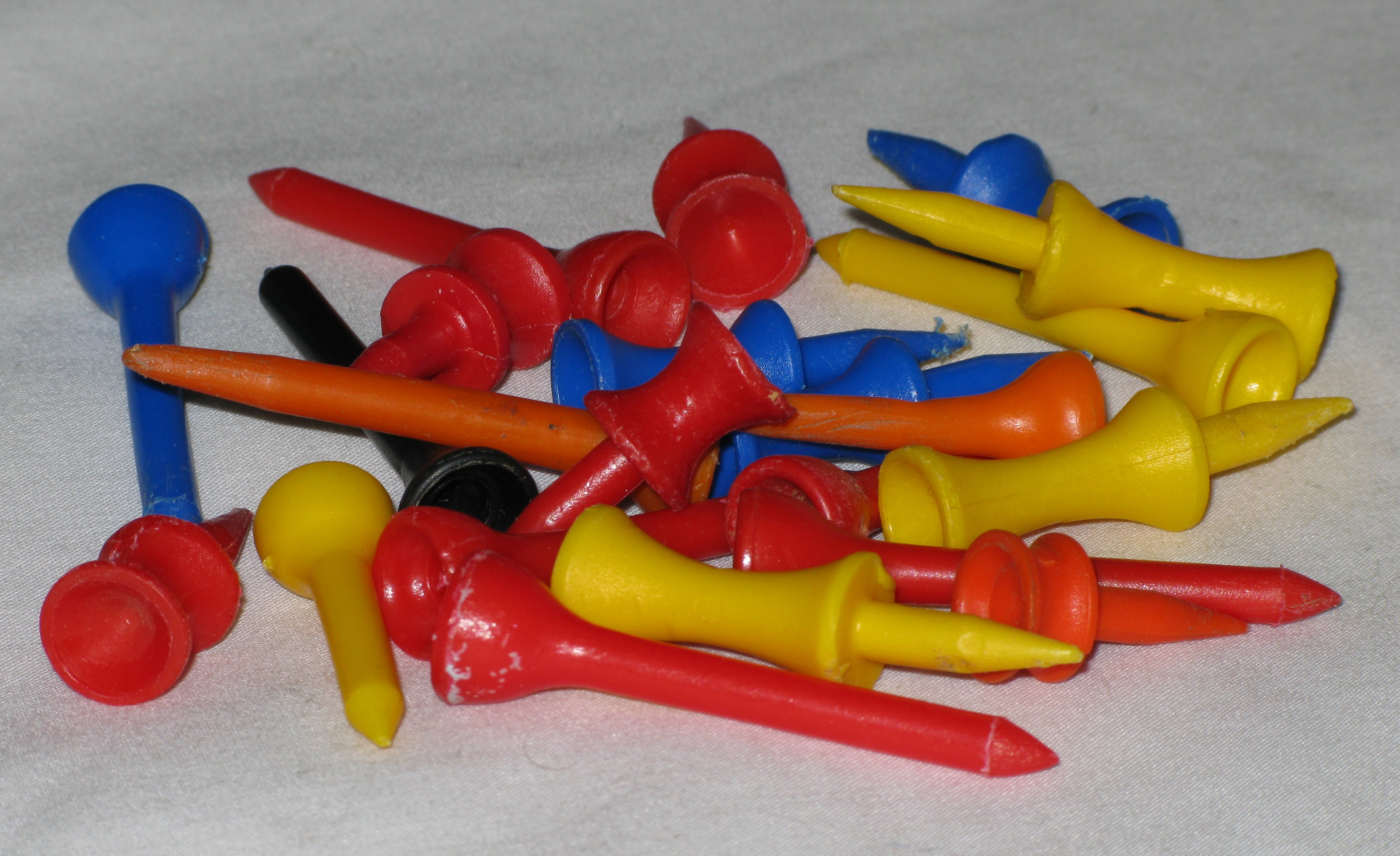
プラスティック製ゴルフティー

## バッティングティー

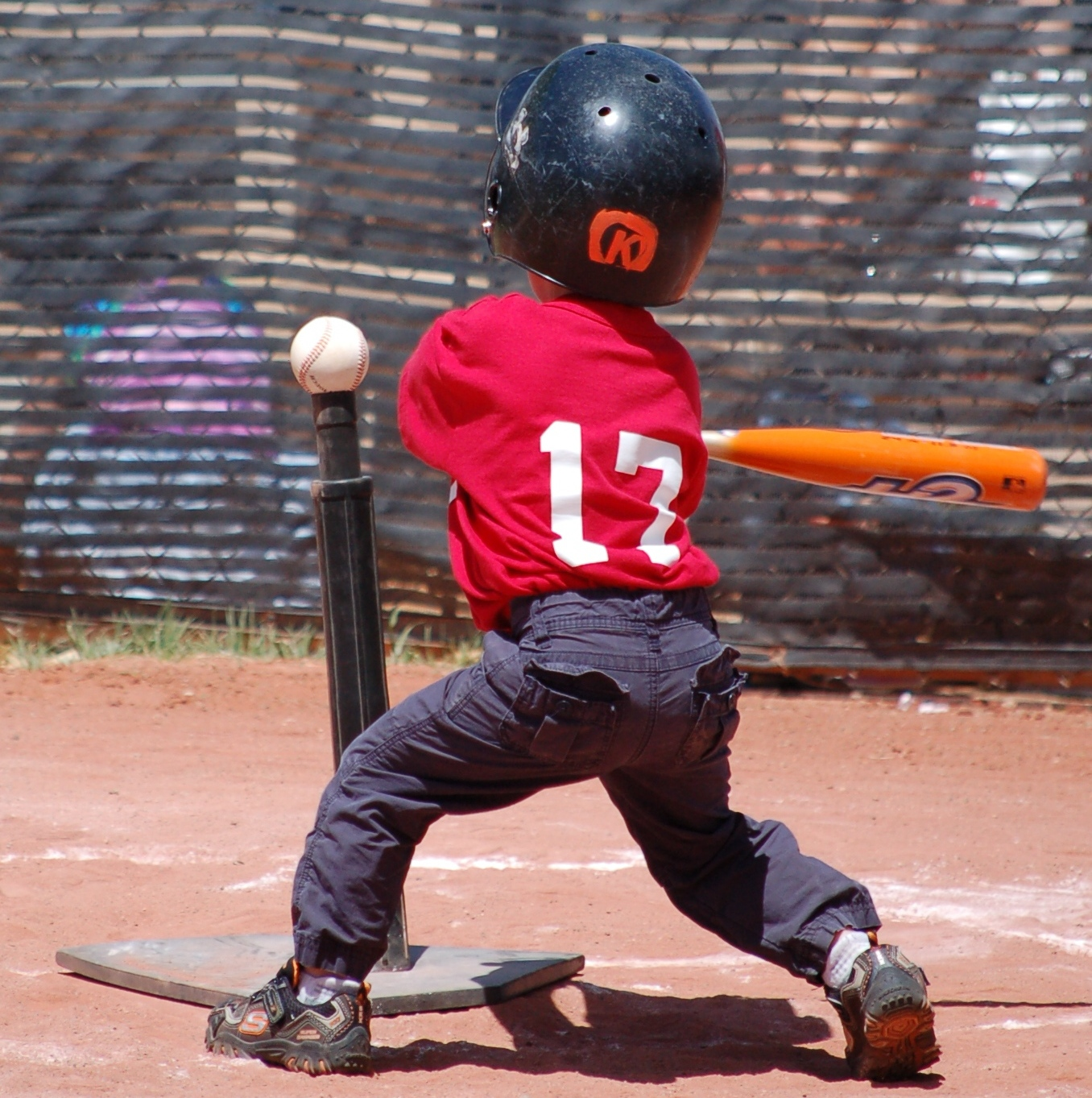
ティーボールにおけるバッティングティー

野球の練習やティーボールに使用される。細長い棒の先にゴム製の台を取り付けている。

## キックティー
アメリカンフットボールのティーは、特にキックティーと呼ぶ。幅広の台で、上面中央に穴か凹みがあり、ラグビーボール形のボールの尖った先を載せる。
フリーキックのときなどに使う。

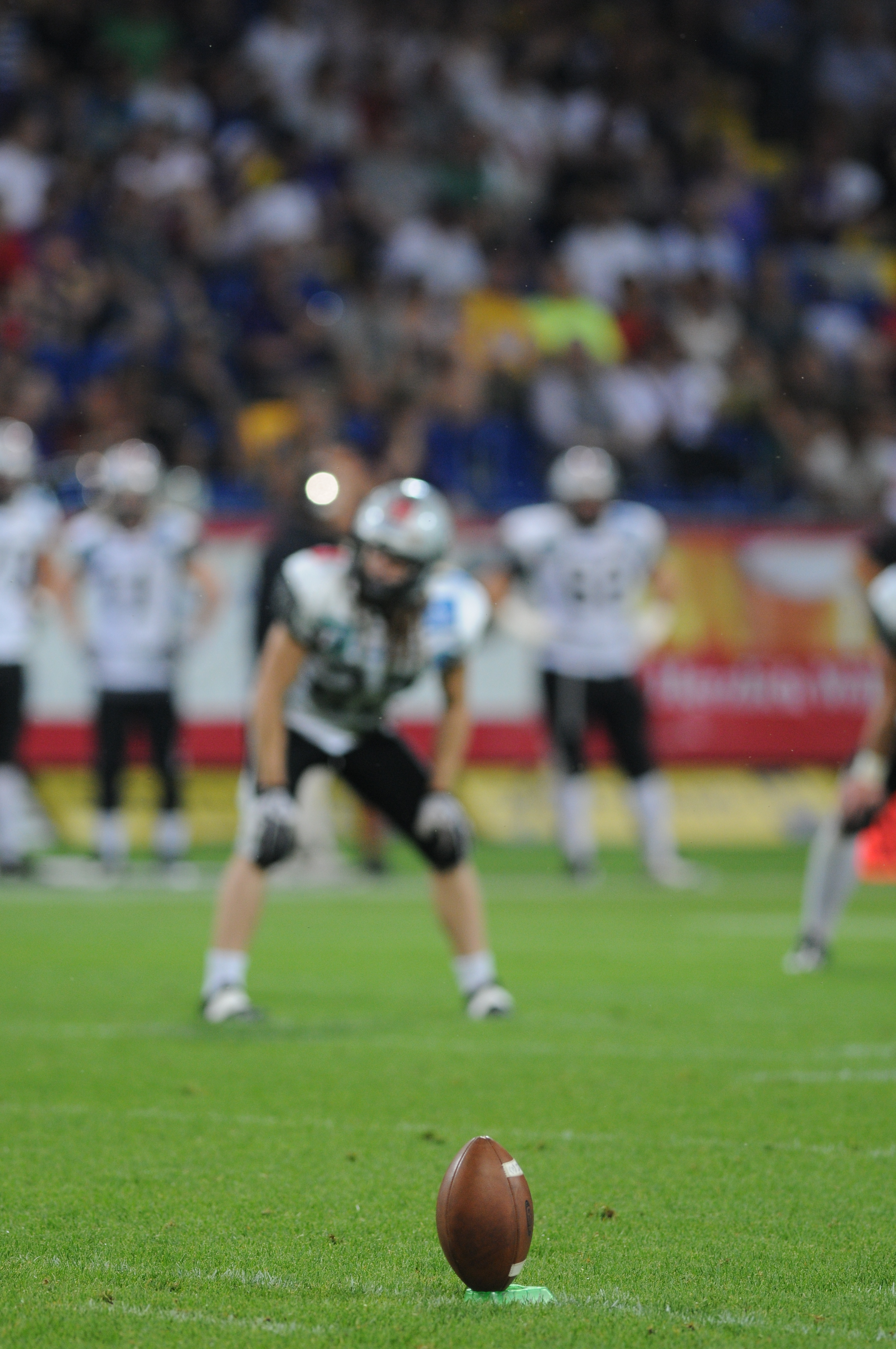
ボールを載せたキックティー
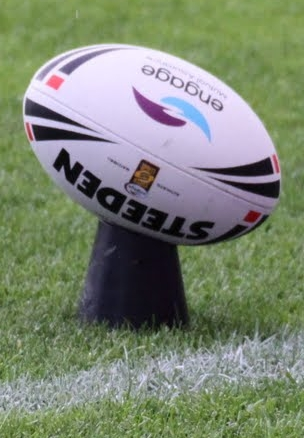
ラグビーリーグでのキックティー